# Esplendor
Esplendor é uma telenovela brasileira produzida pela TV Globo e exibida de 31 de janeiro a 23 de junho de 2000, em 125 capítulos. Substituiu Força de um Desejo e foi substituída por O Cravo e a Rosa, sendo a 56ª "novela das seis" exibida pela emissora.
Escrita por Ana Maria Moretzsohn, com colaboração de Glória Barreto, Daisy Chaves e Izabel de Oliveira, teve direção de Luciano Sabino, Ary Coslov e Maurício Farias. Com direção geral de Wolf Maya, também diretor de núcleo. A trama principal lembra a sinopse da novela A Intrusa, produzida pela TV Tupi, em 1967.
Contou com as participações de Letícia Spiller, Floriano Peixoto, Murilo Benício, Caio Blat, Christine Fernandes, Cássia Kis Magro, Gracindo Júnior e Joana Fomm.

## Enredo
Rio de Janeiro, 1958. Flávia Cristina é uma moça determinada que sustenta o único irmão Bruno, mas não percebe que ele é um mau-caráter, um marginal que a explora. Ao tentar defendê-lo de um agiota, Flávia pensa ter matado o homem, e, receosa de ser descoberta pela polícia, foge para o sul do Brasil, sem perceber que sua mala carrega dólares roubados pelo irmão.
Na viagem conhece Flávia Regina, uma moça fisicamente parecida com ela que está indo trabalhar como governanta na Vivenda do Sombrio, numa cidadezinha fictícia chamada Esplendor. Flávia Regina resolve acompanhá-la, mas um acidente com o ônibus põe Regina em coma no hospital, enquanto Flávia Cristina é confundida com ela e levada para a casa de seus patrões.

## Elenco
| Intérprete          | Personagem                       |
| ------------------- | -------------------------------- |
| Letícia Spiller     | Flávia Cristina Sampaio          |
| Floriano Peixoto    | Frederico Berger                 |
| Murilo Benício      | Cristóvão Rocha                  |
| Caio Blat           | Bruno Sampaio                    |
| Cássia Kis          | Adelaide Berger                  |
| Joana Fomm          | Olga Faria Norman                |
| Gracindo Júnior     | Hugo Norman                      |
| Christine Fernandes | Flávia Regina Pereira            |
| Caco Ciocler        | Lázaro Povoa                     |
| Tônia Carrero       | Mimi Melody                      |
| Ítalo Rossi         | Vicente Almeida                  |
| Ângela Figueiredo   | Elisa Berguer                    |
| Zezé Motta          | Irene da Silva                   |
| Osmar Prado         | Rodolfo Bernardes                |
| Cláudia Alencar     | Laura Bernardes                  |
| Thiago de Los Reyes | Guilherme "Gui" Berger           |
| Max Fercondini      | Frederico "Freddy" Berger Junior |
| Juliana Knust       | Helena Bernardes                 |
| Adriana Garambone   | Marisa Faria Norman              |
| Marcos Palmeira     | Francisco Hodges                 |
| Lucinha Lins        | Lígia Mallet                     |
| Guilherme Piva      | Marcelo Neves                    |
| Luiz Guilherme      | Augusto Silveira                 |
| Guga Coelho         | Luciano (Caçula)                 |
| Marcelo Saback      | Mariano Rodrigues                |
| Karine Carvalho     | Suzy Mallet                      |
| Anselmo Vasconcelos | Delegado Antônio Rajão           |
| Thaís Fersoza       | Érica Berger                     |
| Henri Castelli      | Dino Ferreira                    |
| Edward Boggis       | Otávio Guerreiro                 |
| Ângela Rebello      | Gertrudes Santos                 |
| Chico Tenreiro      | Ivo Martins                      |
| Bijú Martins        | Sandro da Silva                  |
| Daniele Guerreiro   | Nina Rodrigues                   |
| Elísio Lage         | Cássio Arantes                   |
| Luiz Cláudio Júnior | Pablo Bernardes                  |

### Participações Especiais
| Intérprete       | Personagem       |
| ---------------- | ---------------- |
| Marcelo Serrado  | David Martins    |
| Flávio Galvão    | Arnaldo Ferreira |
| Rosaly Papadopol | Mariota          |
| Leandro Hassum   | Pedestre         |

## Exibição

### Outras Mídias
Nunca reprisada, foi disponibilizada na íntegra no Globoplay em 27 de janeiro de 2025, como parte do Projeto Resgate. Porém, ao chegar na plataforma, a novela apresentou diversos erros com os capítulos 5 e 120 estando duplicados, a sequência dos capítulos 17 ao 19 foram publicados fora de ordem, o capítulo 57 só possuiu apenas oito minutos e o capítulo 66 teve apenas dois minutos. Após reclamações dos usuários da plataforma os erros foram corrigidos no dia seguinte.

## Produção

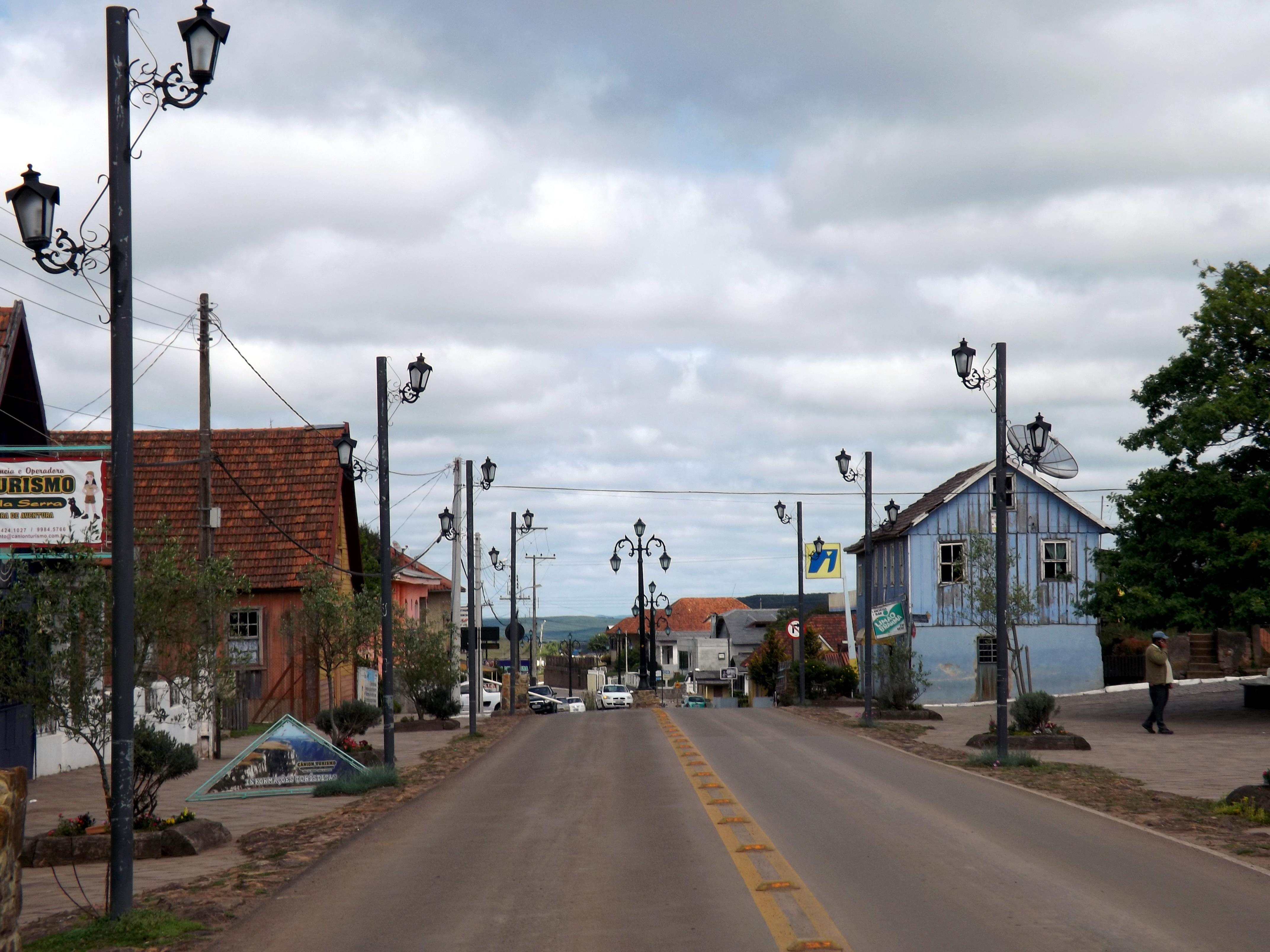
As gravações externas da trama ocorreram em Cambará do Sul, Rio Grande do Sul, onde foram gravadas as imagens da protagonista chegando na fictícia cidade de Esplendor.

Originalmente Uga Uga, trama de Carlos Lombardi no horário das 19h estava escalada para substituir Força de um Desejo, porém ele não entregou a tempo um número de capítulos suficientes para que fosse avaliada e aprovada dentro do prazo limite, e Ana Maria Moretzsohn teve que ser escalada às pressas. Para não perder tempo, a emissora criou a trama com menos capítulos, cenários e personagens que as anteriores. Os atores protagonistas também tiverem que ser escalados às pressas e enfrentar o forte ritmo de gravação inicial. A trama teve os títulos provisórios de Sem Saída e Sabor da Vingança, mas recebeu o título de Esplendor em referencia a cidade fictícia onde a história se passa. A trama marcava o retorno de Tônia Carrero às novelas globais após doze anos, onde seu último trabalho foi a telenovela Sangue do Meu Sangue, no SBT. A princípio, a novela teria apenas setenta capítulos, mas a produção de O Cravo e a Rosa, sua sucessora, estava extremamente atrasada. Esplendor foi prorrogada para 125 capítulos. A autora Ana Maria Moretzsohn declarou que não havia colocado na sinopse, que uma personagem sairia do coma. Segundo ela, isso seria uma "carta na manga" e que a "sinopse é também um produto de venda, tem que ser feita para convencer de que ali há material para uma novela".

### Cenografia
A Vivenda do Sombrio é, na verdade, a mansão em estilo vitoriano onde funciona o Centro Cultural Petrópolis, administrado pelo artista plástico Luiz Aquila. A cenografia envelheceu as paredes do imóvel para enfatizar o aspecto de abandono. Um paisagista, contratado especialmente para a novela, cobriu as paredes da mansão com heras falsas e disfarçou as esculturas do local com plantas. As imagens do canyon de Fortaleza, de Cambará do Sul, na Serra Gaúcha, foram inseridas por computadores na frente da casa. Para reforçar o aspecto fantasmagórico, a névoa característica da paisagem do sul do Brasil foi reproduzida artificialmente e objetos no interior da casa foram cobertos com lençóis brancos. Cadeiras de espaldar do século XIX e um piano de meia cauda dão o toque conservador da família Berger. A mesma casa já havia sido utilizada na cenografia da novela Direito de Amar, em 1987, como a mansão do Sr. de Montserrat, personagem de Carlos Vereza.
A fictícia cidade homônima foi construída no Projac, o complexo de estúdios da emissora. Cenas externas foram feitas em diferentes pontos do Rio de Janeiro: em Petrópolis, região serrana do estado, onde ficava a mansão de Frederico Berger (Floriano Peixoto); em Santa Teresa, onde se situava a fachada da mansão de Hugo Norman (Gracindo Júnior); e no Grajaú, na Zona Norte, onde se localizava o edifício em que Flávia Cristina (Letícia Spiller) morava com seu irmão Bruno (Caio Blat).

### Figurino e caracterização
Para compor visualmente seu primeiro papel como protagonista, Floriano Peixoto atuou com aplique nos cabelos e uma prótese de cicatriz no rosto, e trabalhou postura, projeção vocal e interiorização. Thaís Fersoza e Zezé Motta usaram megahair, e Cássia Kiss, um aplique de 60 cm no cabelo. Alguns atores, como Max Fercondini, Juliana Knust, Letícia Spiller e Thaís Fersoza, tiveram aulas de equitação e piano.
Para garantir a fidelidade da reconstituição de época, a equipe da novela teve a assessoria do historiador Francisco José Vieira, que forneceu informações sobre hábitos e costumes da década de 1950. Cenografia, figurino, produção de arte e caracterização se basearam na pesquisa de jornais, revistas e filmes da época.
A figurinista Yurika Yamasaki confeccionou – e também comprou em brechós e lojas importadas de roupas usadas – peças características dos anos 1950, como vestidos godês, anáguas, sobretudos, casacas e outros modelos. O figurino do protagonista Frederico Berger remete aos anos 1940, com sobretudo e capas sóbrios, quase sempre pretos, já que ele era um personagem em eterno luto, traumatizado pelo passado e parado no tempo. Já o figurino do seu par romântico, Flávia Cristina, funcionava como o contraponto: vestidos com cores claras e alegres, refletindo a luminosidade do Rio de Janeiro. Na cena em que sua personagem aparece em um sonho, a atriz usou uma cópia de um vestido da atriz americana Grace Kelly.

## Audiência
| Exibição | Primeiro episódio | Último episódio | Média geral | Referências |
| -------- | ----------------- | --------------- | ----------- | ----------- |
| Original | 32 pontos         | 36 pontos       | 27,5 pontos | [ 9 ]       |

## Curiosidades
- Teve os títulos provisórios de "Sem Saída" e "Sabor da Vingança".
- Esplendor foi vendida para diferentes países, como Emirados Árabes, Letônia, Armênia, Paraguai, Portugal, República Dominicana, Uruguai, Venezuela e Vietnã.[8]
- Primeira novela de Juliana Knust, Max Fercondini, Thiago de Los Reyes, Edward Boggis e Daniele Guerreiro.

## Música

### Trilha sonora
Capa: Letícia Spiller, Murilo Benício e Floriano Peixoto
| N.º            | Título                                      | Música           | Personagens                          | Duração |  |
| 1.             | "Love Is a Many Splendored Thing"           | The Lettermen    | Flávia e Frederico                   | 02:38   |  |
| 2.             | "Nem Eu"                                    | Dick Farney      | Norman                               | 02:45   |  |
| 3.             | "Cachito"                                   | Nat King Cole    | Laura e Rodolfo                      | 02:49   |  |
| 4.             | "Canção da Volta"                           | Elizeth Cardoso  | Adelaide                             | 03:23   |  |
| 5.             | "The Great Pretender"                       | The Platters     | Cristóvão                            | 02:37   |  |
| 6.             | "A Volta do Boêmio"                         | Nelson Gonçalves | Tema Geral                           | 03:01   |  |
| 7.             | "Who's Sorry Now?"                          | Connie Francis   | Flávia Regina                        | 02:16   |  |
| 8.             | "Bernardine"                                | Pat Boone        | Núcleo Jovem                         | 02:08   |  |
| 9.             | "Blue Gardenia"                             | Cauby Peixoto    | Mimi e Vicente                       | 03:11   |  |
| 10.            | "The Diary"                                 | Neil Sedaka      | Marisa                               | 02:15   |  |
| 11.            | "Muito Jovem (Just Young)"                  | Celly Campello   | Fred e Nina                          | 02:26   |  |
| 12.            | "Se Todos Fossem Iguais a Você"             | Sylvia Telles    | Flávia                               | 03:31   |  |
| 13.            | "Abandono"                                  | Ângela Maria     | Olga                                 | 03:00   |  |
| 14.            | "Mocinho Bonito"                            | Doris Monteiro   | Bruno                                | 01:50   |  |
| 15.            | "Johnny B. Good"                            | Chuck Berry      | Núcleo Jovem / Vinhetas de Intervalo | 02:42   |  |
| 16.            | "Estrada do Sol"                            | Lucio Alves      | Frederico                            | 02:10   |  |
| 17.            | "Que Não Se Vê (Come Tu Mi Vuoi (Ao Vivo))" | Caetano Veloso   | Abertura                             | 03:31   |  |
| Duração total: | Duração total:                              | Duração total:   | Duração total:                       | 46:23   |  |